# Brooks Wheelan
Brooks Patrick Wheelan (21 de agosto de 1986) é um comediante de stand-up norte-americano, mais conhecido por ter feito parte do elenco do Saturday Night Live.
Ele se formou pela Universidade de Iowa em 2009, com um diploma de engenharia biomédica.